# Eldorado (departamento)
| Departamento Eldorado    | Departamento Eldorado                                                              |
| ------------------------ | ---------------------------------------------------------------------------------- |
| País:                    | Argentina                                                                          |
| Província:               | Misiones                                                                           |
| Capital:                 | Eldorado                                                                           |
| Superfície:              | 1.927 km²                                                                          |
| População:               | 67.726 (IDEC - 2001)                                                               |
| Densidade:               | 34,55 hab/km²                                                                      |
| Altitude:                |                                                                                    |
| Localização:             |                                                                                    |
| Municípios:              | - 9 de Julio - Colonia Delicia - Colonia Victoria - Eldorado - Santiago de Liniers |
| Web:                     |                                                                                    |
| Localização na província |                                                                                    |
| Departamento.            |                                                                                    |

Cainguás é um departamento da Argentina, localizado na província de Misiones.

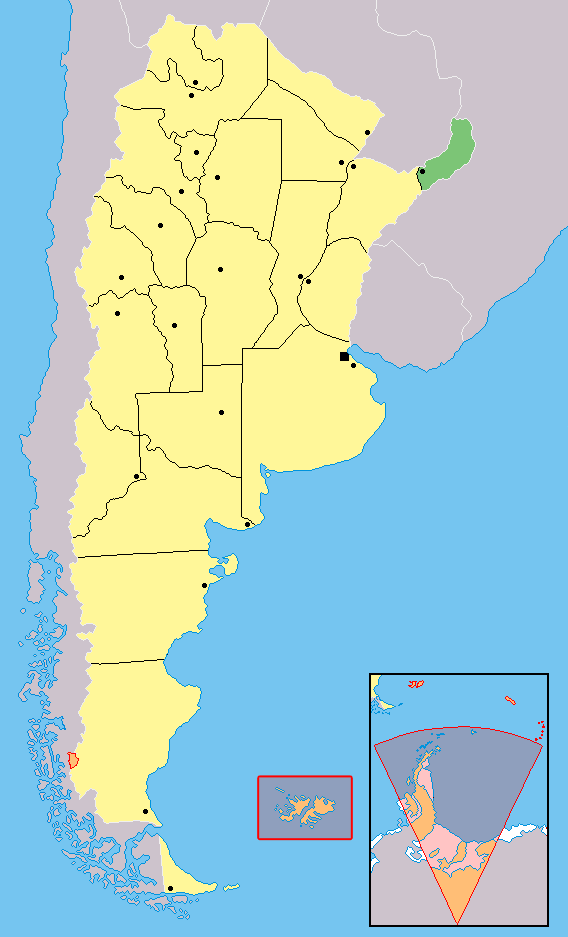